# Inva Mula

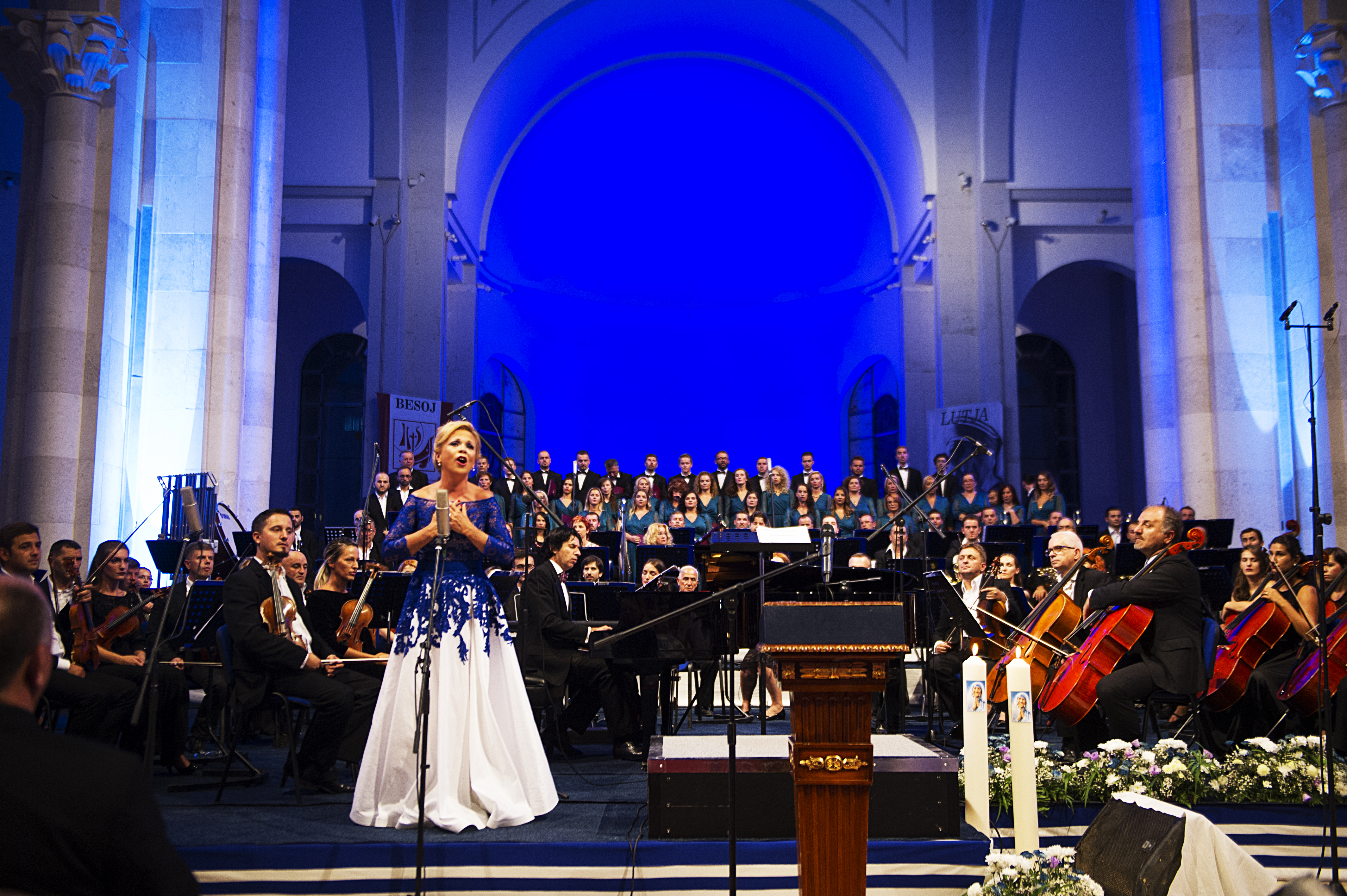
Inva Mula

Inva Mula (Tirana, 27 giugno 1963) è un soprano albanese.

## Biografia
Inva Mula è nata da padre originario di Scutari e da madre di origine russa.
Nel 1993 viene premiata all'Operalia di Parigi.

## Carriera
Debutta all'Opéra National de Paris nel marzo 1994 come Micaela in Carmen (opera) diretta da Serge Baudo seguita da La Bagnarde in Lady Macbeth del Distretto di Mcensk diretta da Myung-whun Chung ed una donna ne Le nozze di Figaro con Lella Cuberli, Andrea Rost, Ferruccio Furlanetto e Michel Sénéchal.
Nel 1995 è Norina in Don Pasquale con Claudio Desderi a Los Angeles.
Al Wiener Staatsoper debutta nel 1998 come Antonia in Les contes d'Hoffmann.
Nel 1999 è Nannetta in Falstaff (Verdi) diretta da Antonio Pappano con Bryn Terfel, Bernadette Manca di Nissa e Lucio Gallo all'Opera di Chicago. 
Nel 2000 a Vienna è Lucia di Lammermoor diretta da Frédéric Chaslin con Franco Vassallo.
Nel 2001 è Nannetta nella prima di Falstaff diretta da Riccardo Muti con Ambrogio Maestri, Roberto Frontali, Juan Diego Flórez, Barbara Frittoli, la Manca di Nissa ed Anna Caterina Antonacci al Teatro alla Scala di Milano, Gilda in Rigoletto diretta da Marcello Viotti con Leo Nucci in Arena di Verona trasmessa da Rai 5, Musetta ne La bohème con Carlo Rizzi (direttore d'orchestra) e Marcello Giordani al Metropolitan Opera House di New York ed a Parigi diretta da Daniel Oren con Vincenzo La Scola.
Nel 2002 per la Scala è Violetta nella prima di La traviata diretta da Muti con Marcelo Álvarez e Frontali al Teatro degli Arcimboldi e Gilda nella prima di Rigoletto con Giuseppe Filianoti e Nucci ed al Royal Opera House, Covent Garden di Londra Violetta ne La traviata diretta da Paolo Carignani.
Nel 2003 è Micaela in Carmen a Bilbao.
Nel 2004 per la Scala è Lauretta nella prima di Gianni Schicchi diretta da James Conlon con Nucci, Filianoti, Matteo Peirone ed Angelo Romero agli Arcimboldi, Violetta ne La traviata a Parigi con Rolando Villazón e Frontali ed a Vienna con Vassallo.
Nel 2005 è Corinna ne Il viaggio a Reims con Patrizia Ciofi, Sara Mingardo, Rockwell Blake e Ruggero Raimondi al Grand Théâtre de Monte Carlo e Violetta ne La traviata con Piotr Beczała a Bilbao.
Nel 2006 è Manon (Massenet) con Massimo Giordano (tenore) nella prima alla Scala, Gilda in Rigoletto diretta da Donato Renzetti con Beczala a Bilbao, Violetta ne La traviata diretta da Oren con Massimo Giordano e Vassallo al Teatro Verdi (Trieste) e Margherita in Faust diretta da Renzetti con Michele Pertusi e Luca Salsi al Teatro Regio di Parma.
Nel 2007 a Bilbao canta ne I Capuleti e i Montecchi diretta da Riccardo Frizza con Daniela Barcellona e nel 2008 al Teatro Regio di Torino Gilda in Rigoletto diretta da Renato Palumbo con Frontali e Riccardo Zanellato.
Nel 2009 a Vienna è Manon con Ramón Vargas ed a Parigi la protagonista di Mireille (opera) diretta da Marc Minkowski ed a Parigi Mimì ne La bohème diretta da Oren con Stefano Secco, Peirone e Natalie Dessay.
Nel 2010 a Parigi è Antonia in Les contes d'Hoffmann con Filianoti e Marenka ne La sposa venduta con Beczala e Heinz Zednik.
Nel 2011 a Vienna è Mimì ne La bohème con Francesco Demuro ed a Parigi Marguerite in Faust con Roberto Alagna.
Nel 2012 a Vienna è Marguerite in Faust con Jonas Kaufmann ed Albert Dohmen ed al Teatro Comunale di Bologna Nedda in Pagliacci (opera).
Nel 2013 a Bilbao canta ne La bohème con Secco.
Nel 2014 è Nedda in Pagliacci a Vienna diretta da Carignani con Neil Shicoff e Maestri ed al Teatro Municipal de São Paulo con Alberto Gazale ed al Teatro romano di Orange Desdemona in Otello (Verdi) diretta da Chung con l'Orchestre Philharmonique de Radio France ed Alagna e Rozenn in Le Roi d'Ys all'Opéra municipal de Marseille.
Nel 2015 è Nedda in Pagliacci a Bilbao con Gregory Kunde ed a Tirana dove cura anche la regia e Micaela in Carmen con Kate Aldrich e Kaufmann ad Orange.
Nel 2016 è Mimì ne La bohème al Teatro nazionale a Belgrado.

## Filmografia parziale

### Cinema
- The Match - La grande partita (The Match), regia di Dominik Sedlar e Jakov Sedlar (2021)

## Premi e riconoscimenti
- 1993 Operalia

## Discografia
- Bizet: Carmen - Angela Gheorghiu/Michel Plasson/Orchestre National du Capitol de Toulouse/Roberto Alagna/Thomas Hampson (cantante), 2003 EMI Warner
- Mula: Per Ty Atdhe - Inva Mula, 2012 Super Sonic
- Mula: Il Bel Sogno - opera arias - Inva Mula, 2009 EMI Virgin Erato

## DVD
- Puccini, Rondine - Villaume/Arteta/Haddock/Mula, Decca
- Puccini: La bohème (Teatro Real, 2006) - Opus Arte
- Verdi: Rigoletto (Arena di Verona, 2001) - Marcello Viotti/Leo Nucci, Arthaus Musik
- Verdi: Rigoletto (Liceu, 2004) - Marcelo Álvarez/Nino Surguladze, Arthaus Musik